# Mocú
Mocú es el nombre en idioma maya de un yacimiento arqueológico precolombino ubicado en el municipio de Champotón en el estado de Campeche, México, cerca de la laguna del mismo nombre. 18°47′00″N 90°31′00″O / 18.7833, -90.5167

## Datos arqueológicos
El yacimiento fue registrado ante el INAH el año de 1931 por la arqueóloga María Pacheco Blanco que trabajó con Alberto Ruz Lhuillier. Según este último arqueólogo el sitio está ubicado en la zona maya denominada de los ríos y lagunas.
Cronológicamente corresponde al periodo clásico tardío y arquitectónicamente al estilo de Río Bec aunque Willys Andrews cuestionó esta última clasificación ya que él no pudo encontrar ningún elemento que la confirmara por el grado de deterioro en que encontró las estructuras del lugar. En estudios posteriores, Florencia Muller registró edificios con escaleras simuladas y falsas torres, así como el uso de columnas.
Mocú constiuye un conjunto de vestigios arqueológicos de importante extensión que está formado por doce sistemas, integrados a su vez por plazas delimitadas por montículos que alguna vez fueron edificaciones abovedadas.